# Miss Universo 1978
Miss Universo 1978, ventisettesima edizione di Miss Universo, si è tenuta presso il Centro de Convenciones de Acapulco di Acapulco in Messico, il 24 luglio 1978. L'evento è stato presentato da Bob Barker, Helen O'Connell e Corinna Tsopei. Margaret Gardiner, Miss Sudafrica, è stata incoronata Miss Universo 1978.

## Risultati

### Piazzamenti
| Risultato finale   | Concorrente |
| ------------------ | --- |
| Miss Universo 1978 | - Sudafrica - Margaret Gardiner |
| 2ª classificata    | - Stati Uniti - Judi Andersen |
| 3ª classificata    | - Spagna - Guillermina Ruiz |
| 4ª classificata    | - Colombia - Mary Shirley Sáenz Starnes |
| 5ª classificata    | - Svezia - Cecilia Rhode |
| Top 12             | - Belgio - Françoise Hélène Julia Moens - Cile - Marianne Müller Prieto - Irlanda - Lorraine Bernadette Enriquez - Israele - Dorit Jellinek - Messico - Alba Margarita Cervera Labat - Paesi Bassi - Karen Ingrid Gustafsson - Perù - Olga Roxana Zumarán Burga |

### Riconoscimenti speciali
| Riconoscimento        | Concorrente                                                                                |
| --------------------- | ------------------------------------------------------------------------------------------ |
| Best National Costume | - Corea del Sud - Jung-eun Shon - India - Alamjeet Kaur Chauhan - Malaysia - Yasmin Yussuf |
| Miss Congeniality     | - Trinidad e Tobago - Sophia Titus                                                         |
| Miss Photogenic       | - Costa Rica - Maribel Fernández                                                           |
| Miss Press            | - Aruba - Margarita Marieta Tromp                                                          |

## Concorrenti
- Argentina – Delia Stella Maris Muñoz
- Aruba – Margarita Marieta Tromp
- Australia – Beverly Frances Pinder
- Austria – Doris Elizabeth Anwander
- Bahamas – Dulcie Louise Millings
- Barbados – Judy Margot Miller
- Belgio – Françoise Hélène Julia Moens
- Belize – Christina Margarita Ysaguirre
- Bermuda – Madeline Francine Joell
- Bolivia – Raquel Roca Kuikanaga
- Brasile – Suzana Araújo dos Santos
- Canada – Andrea Leslie Eng
- Cile – Marianne Müller Prieto
- Colombia – Mary Shirley Sáenz Starnes
- Corea del Sud – Jung-eun Shon
- Costa Rica – Maribel Fernández García
- Curaçao – Solange Abigail de Castro
- Danimarca – Anita Heske
- Ecuador – Mabel Ceballos Sangster
- El Salvador – Iris Ivette Mazorra Castro
- Filippine – Jennifer Mitcheck Cortes
- Finlandia – Seija Kaarina Paakkola
- Francia – Brigitte Konjovic
- Galles – Elizabeth Ann Jones
- Germania – Eva Marie Gabrielle Gottschalk
- Giappone – Hisako Manda
- Grecia – Marieta Kountouraki
- Guam – Mary Lois Sampson
- Guatemala – Claudia María Iriarte
- Honduras – Olimpia Velásquez Medina
- Hong Kong – Winnie Chan Man-Yuk
- India  – Alamjeet Kaur Chauhan
- Inghilterra – Beverly Isherwood
- Irlanda – Lorraine Bernadette Enriquez
- Islanda – Anna Björk Edwards
- Isole BES  - Corinne Rosseley Hernandez
- Isole Marianne Settentrionali – Julias Salas Concepcion
- Isole Vergini Americane – Barbara Henderson
- Israele – Dorit Jellinek
- Italia – Andreina Mazzoti
- Lesotho – Joan Libuseng Khoali
- Libano – Reine Antoine Semaan
- Malaysia – Yasmin Yussuf
- Malta – Pauline Lewise Farrugia
- Marocco – Majida Tazi
- Messico – Alba Margarita Cervera Labat
- Nicaragua – Claudia Herrera Cortés
- Norvegia – Jeanette Aarum
- Nuova Zelanda – Jane Simmonds
- Nuove Ebridi – Christine Spooner
- Paesi Bassi – Karen Ingrid Gustafsson
- Panama – Diana Leticia Conte Vergara
- Papua Nuova Guinea – Angelyn Muta Tukana
- Paraguay – Rosa María Duarte Melgarejo
- Perù – Olga Roxana Zumarán Tapullima
- Porto Rico – Ada Cecilia Flores Perkins
- Rep. Dominicana – Raquel Josefina Jacobo Jaar
- La Riunione – Evelyn Pongerand
- Saint-Martin – Gailene Collin
- Samoa Americane - Palepa Sio Tauliili
- Scozia – Angela Mary Kate McLeod
- Singapore – Annie Mei Ling Lee
- Spagna – Guillermina Ruiz
- Sri Lanka – Dlirukshi Wimalasooriya
- Stati Uniti – Judi Lois Andersen
- Sudafrica – Margaret Gardiner
- Suriname – Garrance Harriette Rustwijk
- Svezia – Cecilia Rhode
- Svizzera – Sylvia von Arx
- Tahiti – Pascaline Tumia Teriireoo
- Thailandia – Pornpit Sakornujit
- Trinidad e Tobago – Sophia Titus
- Turchia – Billur Lutfiye Bingol
- Uruguay – María del Carmen da Rosa
- Venezuela – Marisol Alfonzo Marcano